# Amadeus Schwarzkopf

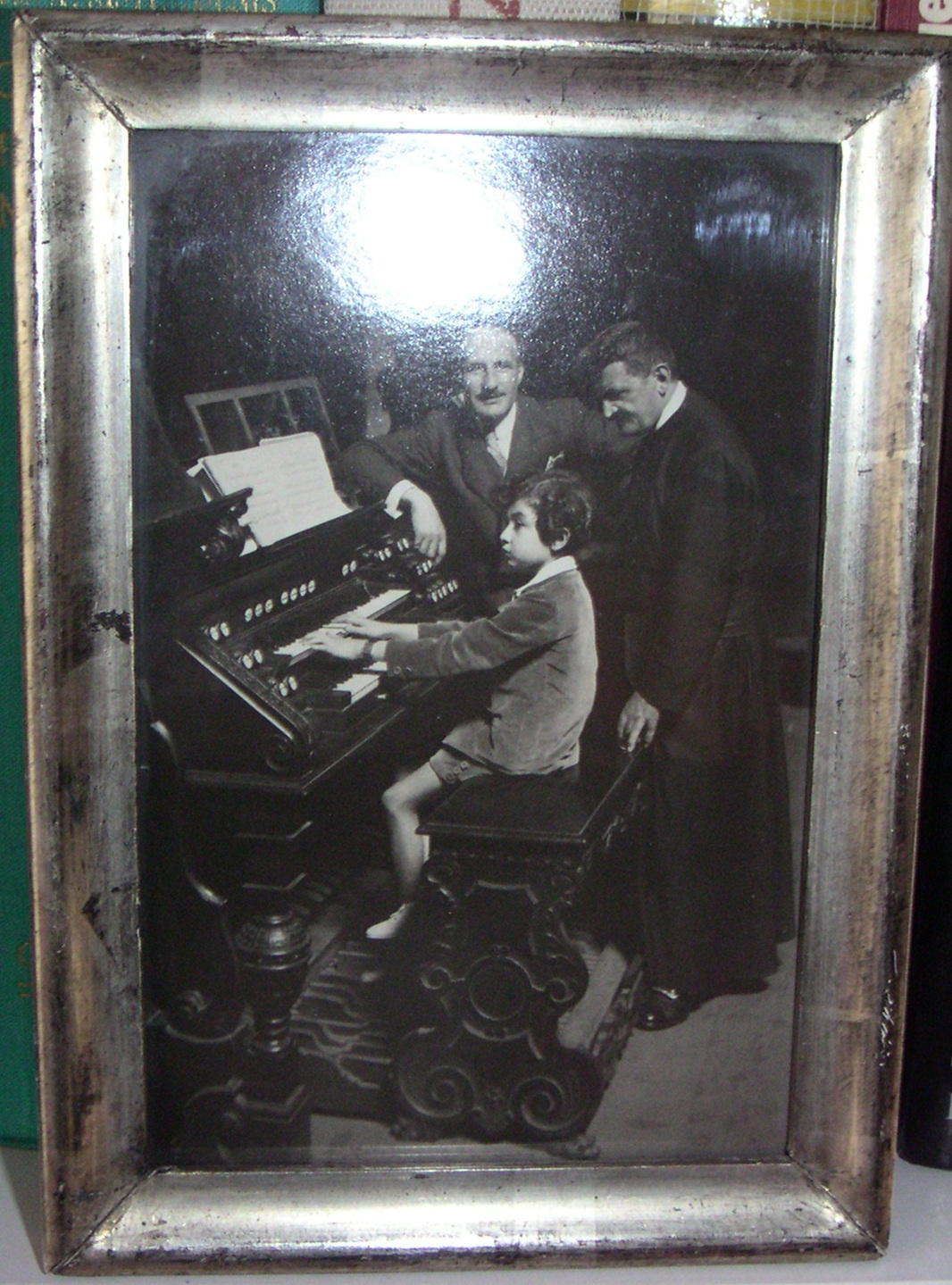
Amadeus Schwarzkopf als Sechsjähriger an der Orgel der Mailänder Kirche San Stefano

Amadeus A. Schwarzkopf (* 22. Mai 1924 in Zürich; † 11. Februar 2015 ebenda) war ein schweizerischer Pianist und Klavierpädagoge.

## Leben

### Musikalische Ausbildung und Lehrtätigkeit
Amadeus A. Schwarzkopf wurde 1924 als Sohn des Bildhauers und Photographen Michael Schwarzkopf und der Sängerin Vera Schwarzkopf-Rheingold geboren. Im Alter von drei Jahren erhielt er Klavierunterricht von seiner Mutter und während eines einjährigen Aufenthaltes in Mailand von Alessandro Riboli in Klavier und Orgel. Als Sechsjähriger spielte er an einer Hochzeit in der Chiesa San Stefano von Mailand Orgel.
Mit elf Jahren kam er nach Paris, wo er seine Studien bei Alfred Cortot (Klavier), Georges Dandelot (Allgemeine Musiklehre und Musiktheorie) und Nadia Boulanger (Musikgeschichte) an der École Normale de Musique de Paris fortsetzte. Vierzehnjährig bestand er am Conservatoire National in Paris die Aufnahmeprüfungen in die Meisterklasse von Magda Tagliaferro (Klavier). 1936 trat er erstmals als Solist im Studio Zürich von Radio Beromünster auf, und zwar mit Werken Mendelssohns und Chopins. Mit zwölf und dreizehn Jahren gab er in Zürich seine beiden ersten öffentlichen Klavierabende. In Paris studierte er bis 1940 (Médaille für Solfège und Premier accessit für Klavier). Infolge der Kriegsereignisse in die Schweiz zurückgekehrt, setzte er sein Studium 1941 bei Paul Baumgartner am Basler Konservatorium fort. 1942 spielte er das G-Dur-Klavierkonzert von Beethoven mit der Basler Orchestergesellschaft unter der Leitung von Hans Münch. 1945 schloss er seine Studien mit dem Lehr- und dem Solistendiplom für Klavier ab. Für das Solistendiplom spielte er das Klavierkonzert in e-Moll von Chopin. Etwas früher führte er das Konzert in Es-Dur von Franz Liszt auf, einige Jahre später das Konzert in A-Dur von Liszt.
Seit dem Abschluss seiner Studien arbeitete er als Klavierpädagoge in Zürich. Von 1954 bis 1960 war er am Konservatorium und an der Musikhochschule Winterthur tätig, von 1960 bis etwa 1992 am Konservatorium und an der Musikhochschule Zürich (beide heute in der Zürcher Hochschule der Künste vereinigt).

### Konzertkarriere
Schwarzkopf hat zahlreiche Klavierabende gegeben und ist als Solist in Konzerten mit Orchestern aufgetreten (Orchester der Tonhallegesellschaft Zürich, Winterthurer Stadtorchester, Zürcher Kammerorchester), und zwar unter der Leitung von Robert F. Denzler, Victor Desarzens, Jean-Marie Auberson, Edmond de Stoutz, Christian Vöchting und anderen. Liederabende, Ballettbegleitungen und Kammermusikkonzerte führten ihn in zahlreiche Städte des In- und Auslandes.
Schwarzkopfs Repertoire umfasste vor allem klassisch-romantische Musik. Er hat aber auch zeitgenössische Kompositionen aufgeführt, wobei er sich besonders für Schweizer Komponisten wie Othmar Schoeck, Jean Binet und Hugo Pfister einsetzte.

## Werke
- Gesänge mit Klavierbegleitung auf Texte von Peter Hall.
- Musik zu Jacques Devals Schauspiel «Das Glück der Bösen».